# Festival de Sanremo 2025
La 75e édition du Festival de Sanremo se tient au Théâtre Ariston de la ville de Sanremo du 11 au 15 février 2025. Elle est présentée par Carlo Conti en collaboration avec divers invités lors des différentes soirées. Le gagnant de la catégorie Campioni possède, selon le règlement, le droit de préemption pour représenter l'Italie au Concours Eurovision de la chanson 2025.
La catégorie Nuove Proposte est remportée le 13 février par Settembre et sa chanson Vertebre. La catégorie Campioni est remportée par Olly avec sa chanson Balorda nostalgia dans la nuit du 15 au 16 février 2025, qui lui vaut le droit de représenter l'Italie au Concours, ce qu'il a finalement refusé.
Suite à son retrait, cette opportunité a été accordée par la Rai à Lucio Corsi, qui est arrivé deuxième dans la catégorie Campioni avec la chanson Volevo essere un duro.

## Format
Pour cette édition, les participants sont répartis entre les catégories Campioni et Nuove proposte. Les participants à la catégorie Campioni sont sélectionnés directement par la Rai, alors que les participants de la catégorie Nuove proposte – qui fait son retour après trois années d'absence – sont sélectionnés via l'édition 2024 de Sanremo Giovani.

## Participants

### Campioni
Pour cette catégorie, trente artistes sont sélectionnés par le groupe RAI et sont annoncés le 1er décembre 2024. Les titres des chansons sont annoncés lors de la finale de Sanremo Giovani.
Le 29 janvier 2025, Emis Killa se retire du festival et n'est pas remplacé, portant le nombre de participants de la catégorie à vingt-neuf.
- Retrait

| Artiste                              | Chanson                | Auteur(s)                                                                                                 |
| ------------------------------------ | ---------------------- | --- |
| Achille Lauro                        | Incoscienti giovani    | L. De Marinis, S. Masnzairi, P. Antonacci, D. Simonetta, D. Nelli et G. Calculli                          |
| Bresh                                | La tana del granchio   | A. E. Brasi, L. Di Biasi, G. De Lauri et L. Ghiazzi                                                       |
| Brunori Sas                          | L'albero delle noci    | D. Brunori                                                                                                |
| Clara                                | Febbre                 | C. Soccini, J. Ettorre, F. Calearo, D. Faini et F. Abbate                                                 |
| Coma_Cose                            | Cuoricini              | F. Mesiano, F. Zanardelli, A. Filippelli et G. Manilardi                                                  |
| Elodie                               | Dimenticarsi alle 7    | E. Di Patrizi, D. Petrella et D. Simonetta                                                                |
| Emis Killa                           | Demoni                 | E. R. Giambelli, N. Lazzarin, Mattia Cerri, Marco Cerri et F. Abbate                                      |
| Fedez                                | Battito                | F. L. Lucia, A. La Cava, F. Abbate et N. Lazzarin                                                         |
| Francesca Michielin                  | Fango in paradiso      | F. Michielin, D. Simonetta et A. Raina                                                                    |
| Francesco Gabbani                    | Viva la vita           | F. Gabbani, C. Gabelloni, L. De Crescenzo, D. Simonetta, A. Vittori et G. Zito                            |
| Gaia                                 | Chiamo io chiami tu    | G. Gozzi, D. Petrella et S. Tognini                                                                       |
| Giorgia                              | La cura per me         | R. Fabbriconi et M. Zocca                                                                                 |
| Irama                                | Lentamente             | F. M. Fanti, R. Fabbriconi, M. Zocca et G. Colonnelli                                                     |
| Joan Thiele                          | Eco                    | A. J. Thiele, F. Abbate, S. Benussi et E. Triglia                                                         |
| Lucio Corsi                          | Volevo essere un duro  | L. Corsi et T. Sabatini                                                                                   |
| Marcella Bella                       | Pelle diamante         | M. Bella, S. Cirenga, A. Simoncini, P. Mammaro et M. Rettani                                              |
| Massimo Ranieri                      | Tra le mani un cuore   | T. Ferro, F. Neviani, G. Anania et M. Venturini                                                           |
| Modà                                 | Non ti dimentico       | F. Silvestre                                                                                              |
| Noemi                                | Se t'innamori muori    | A. Mahmoud, R. Fabbriconi et M. Zocca                                                                     |
| Olly                                 | Balorda nostalgia      | F. Olivieri, J. Boverod et P. Pasini                                                                      |
| Rkomi                                | Il ritmo delle cose    | M. M. Martorana, J. Ettorre, M. Pierotti, F. Catitti, V. Faraone et P. M. Lombroni Capalbo                |
| Rocco Hunt                           | Mille vote ancora      | R. Pagliarulo, D. Simonetta, S. Tognini, P. Antonacci, L. Santarelli, M. Salvaderi et G. Rossi            |
| Rose Villain                         | Fuorilegge             | R. Luini, F. Abbate, N. Lazzarin et A. Ferrara                                                            |
| Sarah Toscano                        | Amarcord               | S. Toscano, J. Ettorre, F. Abbate, F. Mercuri, G. Cremona, L. Grillotti et E. Maimone                     |
| Serena Brancale                      | Anema e core           | S. Brancale, F. Abbate, J. Ettorre, M. Finotti et N. Lazzarin                                             |
| Shablo feat. Guè, Joshua et Tormento | La mia parola          | P. M. Lombroni Capalbo, M. Cellamaro, C. Fini, J. Bale, E. Canocchia, L. Faraone, R. Lamanna et E. Medici |
| Simone Cristicchi                    | Quando sarai piccola   | S. Cristicchi, E. Mineo et E. Brunialti                                                                   |
| The Kolors                           | Tu con chi fai l'amore | A. Fiordispino, D. Petrella, E. D'Erme et S. Tognini                                                      |
| Tony Effe                            | Damme 'na mano         | N. Rapisarda, L. Faraone et D. V. Vettraino                                                               |
| Willie Peyote                        | Grazie ma no grazie    | G. Bruno, D. Bestonzo, A. Romeo et A. Vella                                                               |

### Nuove proposte
La catégorie Nuove proposte fait son retour en 2025 après trois années d'absence. Les quatre participants de la section sont sélectionnés via l'édition 2024 de Sanremo Giovani, dont la finale se tient le 18 décembre 2024.
| Artiste              | Chanson                                     | Auteur(s)                                                                        |
| -------------------- | ------------------------------------------- | -------------------------------------------------------------------------------- |
| Alex Wyse            | Rockstar                                    | A. Rina, F. Facchinetti et M. Ieva                                               |
| Maria Tomba          | Goodbye (voglio good vibes)                 | A. Bruno, M. Tomba, G. Guerra, M. Guerra et S. Mineo                             |
| Settembre            | Vertebre                                    | A. Settembre, L. Di Lenola et M. Finotti                                         |
| Vale LP et Lil Jolie | Dimmi tu quando sei pronto per fare l'amore | A. De Crescenzo, E. Dadone, F. Calearo, M. Cianchi, V. Sanseverino et S. Tognini |

## Soirées

### Première soirée
Lors de cette première soirée, les vingt-neuf chansons de la catégorie Campioni sont interprétées et un premier vote, intégralement décidé par le jury « presse, TV et Web », a lieu. Seul le top 5 du classement est révélé à l'issue de la soirée, dans un ordre aléatoire,.
| Ordre | Artiste                              | Chanson                | Vote 1re soirée        |
| Ordre | Artiste                              | Chanson                | Jury presse, TV et Web |
| ----- | ------------------------------------ | ---------------------- | ---------------------- |
| 1     | Gaia                                 | Chiamo io chiami tu    | 23e                    |
| 2     | Francesco Gabbani                    | Viva la vita           | 10e                    |
| 3     | Rkomi                                | Il ritmo delle cose    | 28e                    |
| 4     | Noemi                                | Se t'innamori muori    | 7e                     |
| 5     | Irama                                | Lentamente             | 26e                    |
| 6     | Coma_Cose                            | Cuoricini              | 8e                     |
| 7     | Simone Cristicchi                    | Quando sarai piccola   | 2e                     |
| 8     | Marcella Bella                       | Pelle diamante         | 27e                    |
| 9     | Achille Lauro                        | Incoscienti giovani    | 5e                     |
| 10    | Giorgia                              | La cura per me         | 1re                    |
| 11    | Willie Peyote                        | Grazie ma no grazie    | 14e                    |
| 12    | Rose Villain                         | Fuorilegge             | 17e                    |
| 13    | Olly                                 | Balorda nostalgia      | 6e                     |
| 14    | Elodie                               | Dimenticarsi alle 7    | 12e                    |
| 15    | Shablo feat. Guè, Joshua et Tormento | La mia parola          | 18e                    |
| 16    | Massimo Ranieri                      | Tra le mani un cuore   | 16e                    |
| 17    | Tony Effe                            | Damme 'na mano         | 29e                    |
| 18    | Serena Brancale                      | Anema e core           | 21e                    |
| 19    | Brunori Sas                          | L'albero delle noci    | 3e                     |
| 20    | Modà                                 | Non ti dimentico       | 25e                    |
| 21    | Clara                                | Febbre                 | 24e                    |
| 22    | Lucio Corsi                          | Volevo essere un duro  | 4e                     |
| 23    | Fedez                                | Battito                | 11e                    |
| 24    | Bresh                                | La tana del granchio   | 19e                    |
| 25    | Sarah Toscano                        | Amarcord               | 22e                    |
| 26    | Joan Thiele                          | Eco                    | 15e                    |
| 27    | Rocco Hunt                           | Mille vote ancora      | 20e                    |
| 28    | Francesca Michielin                  | Fango in paradiso      | 13e                    |
| 29    | The Kolors                           | Tu con chi fai l'amore | 9e                     |

### Deuxième soirée

#### Nuove proposte
La deuxième soirée commence par les demi-finales de la catégorie Nuove proposte,. Les quatre artistes de cette catégorie sont séparés en deux duels, desquels se qualifieront les deux finalistes. Le vote est constitué pour 33 % du vote du jury radio, pour 33 % du vote du jury « presse, TV et Web » et pour 34 % du télévote.
- Qualifié pour la finale

| Duel | Artiste              | Chanson                                     | Vote                          | Vote              | Vote            | Place |
| Duel | Artiste              | Chanson                                     | Jury presse, TV et Web (33 %) | Jury radio (33 %) | Télévote (33 %) | Place |
| ---- | -------------------- | ------------------------------------------- | ----------------------------- | ----------------- | --------------- | ----- |
| I    | Alex Wyse            | Rockstar                                    | 1er                           | 1er               | 86,96 %         | 1er   |
| I    | Vale LP et Lil Jolie | Dimmi tu quando sei pronto per fare l'amore | 2e                            | 2e                | 13,04 %         | 2e    |
| II   | Maria Tomba          | Goodbye (voglio good vibes)                 | 2e                            | 2e                | 14,14 %         | 2e    |
| II   | Settembre            | Vertebre                                    | 1er                           | 1er               | 85,86 %         | 1er   |

#### Campioni
Pour la catégorie Campioni, quinze des vingt-neuf chansons de la catégorie Campioni sont interprétées et un vote, composé à 50 % par le jury radio et à 50 % par le télévote, a lieu. Seul le top 5 du classement est révélé à l'issue de la soirée, dans un ordre aléatoire,.
| Ordre | Artiste             | Chanson                | Vote 2e soirée    | Vote 2e soirée  | Vote 2e soirée  | Vote 2e soirée | Votes 2e et 3e soirées |
| Ordre | Artiste             | Chanson                | Jury radio (50 %) | Télévote (50 %) | Télévote (50 %) | Moyenne        | Classement cumulé      |
| Ordre | Artiste             | Chanson                | Jury radio (50 %) | %               | Place           | Moyenne        | Classement cumulé      |
| ----- | ------------------- | ---------------------- | ----------------- | --------------- | --------------- | -------------- | ---------------------- |
| 1     | Rocco Hunt          | Mille vote ancora      | 15e               | 5,93 %          | 7e              | 8e             | 12e                    |
| 2     | Elodie              | Dimenticarsi alle 7    | 9e                | 5,20 %          | 8e              | 7e             | 11e                    |
| 3     | Lucio Corsi         | Volevo essere un duro  | 4e                | 10,66 %         | 3e              | 5e             | 7e                     |
| 4     | The Kolors          | Tu con chi fai l'amore | 5e                | 2,42 %          | 9e              | 9e             | 18e                    |
| 5     | Serena Brancale     | Anema e core           | 13e               | 1,62 %          | 12e             | 13e            | 26e                    |
| 6     | Fedez               | Battito                | 11e               | 19,39 %         | 2e              | 2e             | 4e                     |
| 7     | Francesca Michielin | Fango in paradiso      | 10e               | 1,60 %          | 13e             | 12e            | 25e                    |
| 8     | Simone Cristicchi   | Quando sarai piccola   | 2e                | 20,49 %         | 1er             | 1er            | 3e                     |
| 9     | Marcella Bella      | Pelle diamante         | 14e               | 0,71 %          | 15e             | 15e            | 29e                    |
| 10    | Bresh               | La tana del granchio   | 8e                | 6,02 %          | 6e              | 6e             | 9e                     |
| 11    | Achille Lauro       | Incoscienti giovani    | 3e                | 10,55 %         | 4e              | 4e             | 6e                     |
| 12    | Giorgia             | La cura per me         | 1re               | 9,79 %          | 5e              | 3e             | 5e                     |
| 13    | Rkomi               | Il ritmo delle cose    | 12e               | 1,54 %          | 14e             | 14e            | 27e                    |
| 14    | Rose Villain        | Fuorilegge             | 7e                | 2,03 %          | 11e             | 11e            | 22e                    |
| 15    | Willie Peyote       | Grazie ma no grazie    | 6e                | 2,05 %          | 10e             | 10e            | 20e                    |

### Troisième soirée

#### Campioni
Pour la catégorie, lors de la troisième soirée, les quatorze autres chansons sont interprétées. Un vote, déterminé selon le même système que la veille a lieu. Seul le top 5 du classement est révélé à l'issue de la soirée. De plus, un classement général est formé par l'agrégation des votes des trois premières soirées,.
| Ordre | Artiste                              | Chanson              | Vote 3e soirée    | Vote 3e soirée  | Vote 3e soirée  | Vote 3e soirée | Votes 2e et 3e soirées |
| Ordre | Artiste                              | Chanson              | Jury radio (50 %) | Télévote (50 %) | Télévote (50 %) | Moyenne        | Classement cumulé      |
| Ordre | Artiste                              | Chanson              | Jury radio (50 %) | %               | Place           | Moyenne        | Classement cumulé      |
| ----- | ------------------------------------ | -------------------- | ----------------- | --------------- | --------------- | -------------- | ---------------------- |
| 1     | Clara                                | Febbre               | 12e               | 1,24 %          | 14e             | 14e            | 28e                    |
| 2     | Brunori Sas                          | L'albero delle noci  | 2e                | 35,09 %         | 1er             | 1er            | 1er                    |
| 3     | Sarah Toscano                        | Amarcord             | 10e               | 3,72 %          | 7e              | 8e             | 16e                    |
| 4     | Massimo Ranieri                      | Tra le mani un cuore | 11e               | 2,58 %          | 10e             | 11e            | 21e                    |
| 5     | Joan Thiele                          | Eco                  | 7e                | 1,56 %          | 12e             | 12e            | 23e                    |
| 6     | Shablo feat. Guè, Joshua et Tormento | La mia parola        | 9e                | 2,85 %          | 8e              | 10e            | 19e                    |
| 7     | Noemi                                | Se t'innamori muori  | 4e                | 2,72 %          | 9e              | 6e             | 14e                    |
| 8     | Olly                                 | Balorda nostalgia    | 3e                | 26,22 %         | 2e              | 2e             | 2e                     |
| 9     | Coma_Cose                            | Cuoricini            | 1ers              | 2,07 %          | 11e             | 5e             | 15e                    |
| 10    | Modà                                 | Non ti dimentico     | 13e               | 4,24 %          | 5e              | 9e             | 17e                    |
| 11    | Tony Effe                            | Damme 'na mano       | 14e               | 4,96 %          | 4e              | 7e             | 13e                    |
| 12    | Irama                                | Lentamente           | 8e                | 7,20 %          | 3e              | 3e             | 8e                     |
| 13    | Francesco Gabbani                    | Viva la vita         | 5e                | 4,24 %          | 6e              | 4e             | 10e                    |
| 14    | Gaia                                 | Chiamo io chiami tu  | 6e                | 1,32 %          | 13e             | 13e            | 24e                    |

#### Nuove proposte
Lors de cette soirée a lieu la finale de la catégorie Nuove Proposte. Les deux artistes encore en lice interprètent leur chanson une dernière vois avant le vote, constitué pour 33 % du vote du jury radio, pour 33 % du vote du jury « presse, TV et Web » et pour 34 % du télévote,.
- Vainqueur

| Ordre | Artiste   | Chanson  | Vote                          | Vote              | Vote            | Place |
| Ordre | Artiste   | Chanson  | Jury presse, TV et Web (33 %) | Jury radio (33 %) | Télévote (33 %) | Place |
| ----- | --------- | -------- | ----------------------------- | ----------------- | --------------- | ----- |
| 1     | Settembre | Vertebre | 1er                           | 1er               | 49,03 %         | 1er   |
| 2     | Alex Wyse | Rockstar | 2e                            | 2e                | 50,97 %         | 2e    |

### Quatrième soirée
La quatrième soirée est la soirée dite « cover » : les trente artistes interprètent une reprise d'une chanson. Chaque artiste est accompagné d'un invité. Le vote de la soirée est constitué pour 33 % du vote du jury « presse, TV et Web », pour 33 % du vote du jury « radio » et pour 34 % du télévote. Un classement général est formé par l'agrégation du vote des quatre soirées. Le résultat de cette soirée n'intervient pas dans le calcul du résultat du Festival en lui-même,.
Les artistes invités et les chansons reprises sont annoncés le 26 janvier 2025. Trois duos sont constitués de plusieurs artistes en compétition, sans invité spécial.
| Ordre | Artiste                              | Invité(s)                                   | Chanson (artiste original - année)                                            | Vote 4e soirée                | Vote 4e soirée    | Vote 4e soirée  | Vote 4e soirée  | Vote 4e soirée |
| Ordre | Artiste                              | Invité(s)                                   | Chanson (artiste original - année)                                            | Jury presse, TV et Web (33 %) | Jury radio (33 %) | Télévote (34 %) | Télévote (34 %) | Moyenne        |
| Ordre | Artiste                              | Invité(s)                                   | Chanson (artiste original - année)                                            | Jury presse, TV et Web (33 %) | Jury radio (33 %) | %               | Place           | Moyenne        |
| ----- | ------------------------------------ | ------------------------------------------- | ----------------------------------------------------------------------------- | ----------------------------- | ----------------- | --------------- | --------------- | -------------- |
| 1     | Rose Villain                         | Chiello                                     | Fiori rosa fiori di pesco (Lucio Battisti – 1970)                             | 25e                           | 25e               | 1,07 %          | 19e             | 26e            |
| 2     | Modà                                 | Francesco Renga                             | Angelo (Francesco Renga – 2005)                                               | 24e                           | 24e               | 2,33 %          | 14e             | 18e            |
| 3     | Clara                                | Il Volo                                     | The Sound of Silence (Simon & Garfunkel – 1965)                               | 18e                           | 13e               | 5,11 %          | 8e              | 9e             |
| 4     | Tony Effe et Noemi                   | Pas d'invité                                | Tutto il resto è noia (Franco Califano – 1977)                                | 26e                           | 26e               | 2,16 %          | 15e             | 21e            |
| 5     | Francesca Michielin et Rkomi         | Pas d'invité                                | La nuova stella di Broadway (Cesare Cremonini – 2013)                         | 23e                           | 21e               | 1,50 %          | 18e             | 19e            |
| 6     | Lucio Corsi                          | Topo Gigio                                  | Nel blu, dipinto di blu (Domenico Modugno – 1958)                             | 2e                            | 2e                | 11,66 %         | 2e              | 2e             |
| 7     | Serena Brancale                      | Alessandra Amoroso                          | If I Ain't Got You (Alicia Keys – 2004)                                       | 4e                            | 3e                | 2,69 %          | 13e             | 13e            |
| 8     | Irama                                | Arisa                                       | Say Something (A Great Big World et Christina Aguilera – 2013)                | 10e                           | 8e                | 6,44 %          | 6e              | 6e             |
| 9     | Gaia                                 | Toquinho                                    | La voglia, la pazzia (Ornella Vanoni – 1976)                                  | 20e                           | 11e               | 0,61 %          | 24e             | 22e            |
| 10    | The Kolors                           | Sal Da Vinci                                | Rossetto e caffè (Sal Da Vinci – 2024)                                        | 13e                           | 7e                | 4,42 %          | 10e             | 10e            |
| 11    | Marcella Bella                       | Twin Violins                                | L'emozione non ha voce (Adriano Celentano – 1999)                             | 22e                           | 22e               | 0,76 %          | 23e             | 24e            |
| 12    | Rocco Hunt                           | Clementino                                  | Yes I Know My Way (Pino Daniele – 1981)                                       | 7e                            | 10e               | 5,73 %          | 7e              | 7e             |
| 13    | Francesco Gabbani                    | Tricarico                                   | Io sono Francesco (Tricarico – 2000)                                          | 17e                           | 23e               | 1,69 %          | 16e             | 15e            |
| 14    | Giorgia                              | Annalisa                                    | Skyfall (Adele – 2012)                                                        | 1re                           | 1re               | 14,27 %         | 1re             | 1re            |
| 15    | Simone Cristicchi                    | Amara                                       | La cura (Franco Battiato – 1996)                                              | 8e                            | 4e                | 3,49 %          | 12e             | 11e            |
| 16    | Sarah Toscano                        | Ofenbach                                    | Overdrive (Ofenbach feat. Norma Jean Martine – 2023)                          | 16e                           | 20e               | 1,59 %          | 17e             | 14e            |
| 17    | Coma_Cose                            | Johnson Righeira                            | L'estate sta finendo (Righeira – 1985)                                        | 9e                            | 5e                | 0,54 %          | 25e             | 16e            |
| 18    | Joan Thiele                          | Frah Quintale                               | Che cosa c'è (Gino Paoli – 1964)                                              | 21e                           | 19e               | 0,81 %          | 21e             | 23e            |
| 19    | Olly                                 | Goran Bregović et le Wedding & Funeral Band | Il pescatore (Fabrizio De André – 1970)                                       | 15e                           | 16e               | 7,34 %          | 4e              | 4e             |
| 20    | Achille Lauro et Elodie              | Pas d'invité                                | A mano a mano (Riccardo Cocciante – 1978) Folle città (Loredana Bertè – 1979) | 3e                            | 6e                | 4,98 %          | 9e              | 8e             |
| 21    | Massimo Ranieri                      | Neri per Caso                               | Quando (Pino Daniele – 1991)                                                  | 14e                           | 14e               | 0,78 %          | 22e             | 20e            |
| 22    | Willie Peyote                        | Tiromancino et Ditonellapiaga               | Un tempo piccolo (Franco Califano – 2005)                                     | 19e                           | 18e               | 0,29 %          | 26e             | 25e            |
| 23    | Brunori Sas                          | Riccardo Sinigallia et Dimartino            | L'anno che verrà (Lucio Dalla – 1979)                                         | 11e                           | 15e               | 6,69 %          | 5e              | 5e             |
| 24    | Fedez                                | Marco Masini                                | Bella stronza (Marco Masini – 1995)                                           | 5e                            | 12e               | 8,53 %          | 3e              | 3e             |
| 25    | Bresh                                | Cristiano De André                          | Creuza de mä (Fabrizio De André – 1984)                                       | 6e                            | 9e                | 3,61 %          | 11e             | 12e            |
| 26    | Shablo feat. Guè, Joshua et Tormento | Neffa                                       | Aspettando il sole (Neffa – 1996) Amor de mi vida (Sottotono – 1999)          | 12e                           | 17e               | 0,93 %          | 20e             | 17e            |

### Cinquième soirée
Cette soirée constitue la finale du Festival. Elle se divise en deux. D'abord, les vingt-neuf artistes de la catégorie Campioni interprètent leur chanson puis un premier vote, constitué pour 33 % du vote du jury « presse, TV et Web », pour 33 % du vote du jury « radio » et pour 34 % du télévote, a lieu. Ce vote est ensuite agrégé à ceux des première, deuxième et troisième soirées pour donner un dernier classement. Les cinq meilleurs classés sont ensuite soumis au vote une seconde fois. 
Ce nouveau vote, consitué de la même manière que le premier de la soirée, est à son tour agrégé aux votes précédents. L'artiste le mieux placé au terme de la procédure est déclaré vainqueur,.
- Chanson qualifiée pour le second tour
- Vainqueur

| Ordre | Artiste                              | Chanson                | Vote 5e soirée, premier tour  | Vote 5e soirée, premier tour | Vote 5e soirée, premier tour | Vote 5e soirée, premier tour | Vote 5e soirée, premier tour | Classement général |
| Ordre | Artiste                              | Chanson                | Jury presse, TV et Web (33 %) | Jury radio (33 %)            | Télévote (34 %)              | Télévote (34 %)              | Moyenne                      | Classement général |
| Ordre | Artiste                              | Chanson                | Jury presse, TV et Web (33 %) | Jury radio (33 %)            | %                            | Place                        | Moyenne                      | Classement général |
| ----- | ------------------------------------ | ---------------------- | ----------------------------- | ---------------------------- | ---------------------------- | ---------------------------- | ---------------------------- | ------------------ |
| 1     | Francesca Michielin                  | Fango in paradiso      | 21e                           | 19e                          | 0,58 %                       | 23e                          | 22e                          | 21e                |
| 2     | Willie Peyote                        | Grazie ma no grazie    | 12e                           | 8e                           | 1,09 %                       | 16e                          | 12e                          | 16e                |
| 3     | Marcella Bella                       | Pelle diamante         | 27e                           | 27e                          | 0,37 %                       | 28e                          | 29e                          | 29e                |
| 4     | Bresh                                | La tana del granchio   | 17e                           | 14e                          | 2,15 %                       | 10e                          | 11e                          | 11e                |
| 5     | Modà                                 | Non ti dimentico       | 28e                           | 28e                          | 1,29 %                       | 13e                          | 26e                          | 22e                |
| 6     | Rose Villain                         | Fuorilegge             | 15e                           | 16e                          | 1,06 %                       | 17e                          | 15e                          | 19e                |
| 7     | Tony Effe                            | Damme 'na mano         | 29e                           | 29e                          | 1,86 %                       | 11e                          | 24e                          | 25e                |
| 8     | Clara                                | Febbre                 | 26e                           | 24e                          | 0,49 %                       | 25e                          | 28e                          | 27e                |
| 9     | Serena Brancale                      | Anema e core           | 16e                           | 20e                          | 0,87 %                       | 20e                          | 19e                          | 24e                |
| 10    | Brunori Sas                          | L'albero delle noci    | 4e                            | 5e                           | 17,44 %                      | 1er                          | 1er                          | 1er                |
| 11    | Francesco Gabbani                    | Viva la vita           | 10e                           | 13e                          | 2,38 %                       | 9e                           | 8e                           | 8e                 |
| 12    | Noemi                                | Se t'innamori muori    | 9e                            | 9e                           | 0,79 %                       | 21e                          | 13e                          | 13e                |
| 13    | Rocco Hunt                           | Mille vote ancora      | 23e                           | 26e                          | 1,55 %                       | 12e                          | 18e                          | 15e                |
| 14    | The Kolors                           | Tu con chi fai l'amore | 18e                           | 10e                          | 0,71 %                       | 22e                          | 17e                          | 14e                |
| 15    | Olly                                 | Balorda nostalgia      | 5e                            | 7e                           | 16,26 %                      | 2e                           | 2e                           | 2e                 |
| 16    | Achille Lauro                        | Incoscienti giovani    | 3e                            | 3e                           | 8,59 %                       | 5e                           | 5e                           | 7e                 |
| 17    | Coma_Cose                            | Cuoricini              | 8e                            | 4e                           | 1,24 %                       | 14e                          | 9e                           | 10e                |
| 18    | Giorgia                              | La cura per me         | 1re                           | 1re                          | 8,03 %                       | 6e                           | 4e                           | 6e                 |
| 19    | Simone Cristicchi                    | Quando sarai piccola   | 6e                            | 6e                           | 3,75 %                       | 7e                           | 7e                           | 4e                 |
| 20    | Elodie                               | Dimenticarsi alle 7    | 11e                           | 18e                          | 1,14 %                       | 15e                          | 14e                          | 12e                |
| 21    | Lucio Corsi                          | Volevo essere un duro  | 2e                            | 2e                           | 12,31 %                      | 3e                           | 3e                           | 3e                 |
| 22    | Irama                                | Lentamente             | 25e                           | 22e                          | 2,89 %                       | 8e                           | 10e                          | 9e                 |
| 23    | Fedez                                | Battito                | 7e                            | 12e                          | 9,65 %                       | 4e                           | 6e                           | 5e                 |
| 24    | Shablo feat. Guè, Joshua et Tormento | La mia parola          | 13e                           | 17e                          | 0,90 %                       | 19e                          | 16e                          | 18e                |
| 25    | Joan Thiele                          | Eco                    | 20e                           | 25e                          | 0,40 %                       | 26e                          | 27e                          | 20e                |
| 26    | Massimo Ranieri                      | Tra le mani un cuore   | 14e                           | 11e                          | 0,38 %                       | 27e                          | 21e                          | 23e                |
| 27    | Gaia                                 | Chiamo io chiami tu    | 22e                           | 15e                          | 0,33 %                       | 29e                          | 23e                          | 26e                |
| 28    | Rkomi                                | Il ritmo delle cose    | 24e                           | 23e                          | 0,54 %                       | 24e                          | 25e                          | 28e                |
| 29    | Sarah Toscano                        | Amarcord               | 19e                           | 21e                          | 0,99 %                       | 18e                          | 20e                          | 17e                |

| Ordre | Artiste           | Chanson               | Vote 5e soirée, second tour   | Vote 5e soirée, second tour | Vote 5e soirée, second tour | Vote 5e soirée, second tour | Vote 5e soirée, second tour | Classement général | Classement général |
| Ordre | Artiste           | Chanson               | Jury presse, TV et Web (33 %) | Jury radio (33 %)           | Télévote (34 %)             | Télévote (34 %)             | Moyenne                     | Total              | Place              |
| Ordre | Artiste           | Chanson               | Jury presse, TV et Web (33 %) | Jury radio (33 %)           | %                           | Place                       | Moyenne                     | Total              | Place              |
| ----- | ----------------- | --------------------- | ----------------------------- | --------------------------- | --------------------------- | --------------------------- | --------------------------- | ------------------ | ------------------ |
| 1     | Fedez             | Battito               | 4e                            | 5e                          | 20,51 %                     | 3e                          | 4e                          | 17,67 %            | 4e                 |
| 2     | Simone Cristicchi | Quando sarai piccola  | 5e                            | 4e                          | 6,13 %                      | 5e                          | 5e                          | 14,78 %            | 5e                 |
| 3     | Brunori Sas       | L'albero delle noci   | 3e                            | 3e                          | 16,61 %                     | 4e                          | 3e                          | 20,32 %            | 3e                 |
| 4     | Lucio Corsi       | Volevo essere un duro | 1er                           | 1er                         | 25,70 %                     | 2e                          | 1er                         | 23,39 %            | 2e                 |
| 5     | Olly              | Balorda nostalgia     | 2e                            | 2e                          | 31,05 %                     | 1er                         | 2e                          | 23,84 %            | 1er                |

## Autres prix

### Campioni
| Intitulé                                                        | Artiste           | Chanson               | Compositeurs                            |
| --------------------------------------------------------------- | ----------------- | --------------------- | --------------------------------------- |
| Prix de la critique « Mia Martini »                             | Lucio Corsi       | Volevo essere un duro | L. Corsi et T. Sabatini                 |
| Prix « Sergio Bardotti » du meilleur texte                      | Brunori Sas       | L'albero delle noci   | D. Brunori                              |
| Prix du jury presse, TV et web « Lucio Dalla »                  | Simone Cristicchi | Quando sarai piccola  | S. Cristicchi, E. Mineo et E. Brunialti |
| Prix Lunezia de la valeur émotionnelle                          | Simone Cristicchi | Quando sarai piccola  | S. Cristicchi, E. Mineo et E. Brunialti |
| Prix « Giancarlo Bigazzi » de la meilleure composition musicale | Simone Cristicchi | Quando sarai piccola  | S. Cristicchi, E. Mineo et E. Brunialti |
| Prix « Tim »                                                    | Giorgia           | La cura per me        | R. Fabbriconi et M. Zocca               |

### Nuove proposte
| Intitulé                                       | Artiste   | Chanson  | Compositeurs                             |
| ---------------------------------------------- | --------- | -------- | ---------------------------------------- |
| Prix de la critique « Mia Martini»             | Settembre | Vertebre | A. Settembre, L. Di Lenola et M. Finotti |
| Prix « Sergio Bardotti » du meilleur texte     | Settembre | Vertebre | A. Settembre, L. Di Lenola et M. Finotti |
| Prix du jury presse, TV et web « Lucio Dalla » | Settembre | Vertebre | A. Settembre, L. Di Lenola et M. Finotti |

## Audiences
| Soirée | Date            | 1re partie      | 1re partie | 2de partie      | 2de partie | Moyenne         | Moyenne | Réf.   |
| Soirée | Date            | Télespectateurs | PDM        | Télespectateurs | PDM        | Télespectateurs | PDM     | Réf.   |
| ------ | --------------- | --------------- | ---------- | --------------- | ---------- | --------------- | ------- | ------ |
| I      | 11 février 2025 | 15 713 000      | 63,61 %    | 7 992 000       | 68,71 %    | 12 218 000      | 65,00 % | [ 14 ] |
| II     | 12 février 2025 | 14 437 000      | 63,22 %    | 7 287 000       | 66,72 %    | 11 410 000      | 64,10 % | [ 15 ] |
| III    | 13 février 2025 | 13 360 000      | 59,82 %    | 6 484 000       | 59,21 %    | 10 404 000      | 59,70 % | [ 16 ] |
| IV     | 14 février 2025 | 16 224 000      | 68,85 %    | 9 560 000       | 73,65 %    | 13 187 000      | 70,40 % | [ 17 ] |
| Finale | 15 février 2025 | 15 590 000      | 68,80 %    | 10 695 000      | 78,70 %    | 13 427 000      | 73,10 % | [ 18 ] |

## À l'Eurovision
En plus du festival en lui-même, Olly remporte également le droit de représenter l'Italie au Concours Eurovision de la chanson qui a lieu à Bâle, en mai 2025. Après avoir exprimé son hésitation lors de la conférence de presse du lendemain de sa victoire, il refuse finalement l'offre de la Rai le 22 février 2025.
Quelques heures après le refus d'Olly, il est annoncé que Lucio Corsi, qui avait déjà exprimé son intérêt pour représenter l'Italie au concours européen, prendrait sa place et représenterait l'Italie à l'Eurovision en Suisse,.
Les deux demi-finales sont retransmises sur Rai 2 et la finale, sur Rai 1; les commentateurs sont Gabriele Corsi et BigMama pour les trois soirées.

Seule la finale est diffusée à la radio, sur la station Rai Radio 2, avec les commentaires de Diletta Parlangeli et de Matteo Osso.
La finale a été suivie par 4 756 000 téléspectateurs, soit une part d'audience de 33,9 %.
Puisque l'Italie fait partie du Big Five, elle est qualifiée d'office pour la finale du samedi 17 mai 2025. Le pays a cependant le droit de vote lors de la première demi-finale, le mardi 13 mai.
Lors de la finale, Lucio Corsi est le quatorzième des vingt-six finalistes à présenter sa chanson. Comme à Sanremo, il est accompagné sur scène de Tommaso Ottomano. Les paroles de la chanson sont sous-titrées en anglais à l'écran.

Il fait le choix de remplacer le solo de guitare électrique dans sa chanson par un solo d'harmonica, qu'il effectue en direct, ce qui constitue la première fois depuis 1998 qu'un instrument est joué en direct sur la scène de l'Eurovision. En effet, le règlement en vigueur depuis 1999 interdit l'usage d'instruments de musique en direct, règle que Lucio Corsi a pu contourner en utilisant son propre micro pour effectuer son solo.
Lucio Corsi termine à la cinquième place de la finale avec un total de 258 points.

### Votes
Le jury italien est composé de:
- Giulia Ausani, journaliste;
- Diego Calvetti, producteur musical et compositeur;
- Mattia Marzi, journaliste;
- Manola Moslehi, chanteuse et animatrice de radio;
- Andrea Settembre, dit Settembre, chanteur et vainqueur de la section Nuove proposte du Festival de Sanremo 2025.

Leurs votes sont annoncés lors de la finale par la marionnette Topo Gigio.

#### Points attribués par l'Italie[27]
| 12 points | Royaume-Uni |
| 10 points | Estonie     |
| 8 points  | Allemagne   |
| 7 points  | Danemark    |
| 6 points  | Saint-Marin |
| 5 points  | Malte       |
| 4 points  | Suisse      |
| 3 points  | Albanie     |
| 2 points  | Finlande    |
| 1 point   | Ukraine     |

| 12 points | Saint-Marin |
| 10 points | Albanie     |
| 8 points  | Israël      |
| 7 points  | Estonie     |
| 6 points  | Ukraine     |
| 5 points  | Suède       |
| 4 points  | Autriche    |
| 3 points  | Pologne     |
| 2 points  | Grèce       |
| 1 point   | Norvège     |

#### Points attribués à l'Italie
L'Italie a reçu 258 points: 159 du jury, dont les douze points des jurys croate, géorgien, portugais, saint-marinais, slovène et suisse, et 97 du public, dont les douze points du public slovène.